# Scandale du Pacifique

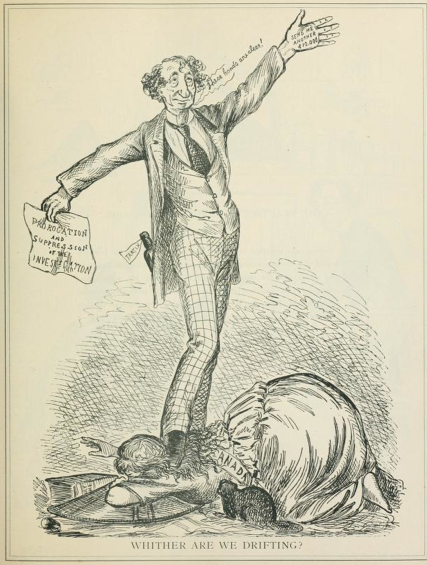
« Où dérivons-nous? »Caricature politique de John Wilson Bengough satire du scandale avec une mise en scène inculant le premier ministre canadien John A. Macdonald.

Le scandale du Pacifique fut une crise politique majeure au Canada impliquant des allégations selon lesquelles d'importantes sommes d'argent auraient été versées par des intérêts privés au parti conservateur pour couvrir ses dépenses liées aux élections fédérales de 1872. Ces paiements avaient pour objectif d'influencer l'octroi du contrat de construction d'un chemin de fer transcontinental. Dans le cadre de l'accord de 1871 qui permit à la Colombie-Britannique de rejoindre la Confédération canadienne, le gouvernement fédéral s'était engagé à bâtir une ligne ferroviaire reliant la province côtière pacifique à l'est du pays.
Toutefois, ce projet d’envergure fut terni par des pratiques douteuses, entraînant la démission du premier ministre John A. Macdonald et un transfert de pouvoir vers un gouvernement libéral dirigé par Alexander Mackenzie. L'un des premiers actes de ce nouveau gouvernement fut l'introduction du vote à bulletin secret, visant à renforcer l'intégrité des élections futures. Le scandale provoqua également l'effondrement du plan initial de construction du chemin de fer, qui ne fut repris que plus tard sous un autre projet menant à la création du Canadien Pacifique.

## Contexte
Pour un jeune pays encore mal défini, la construction d'un chemin de fer transcontinental représentait un effort à la fois de consolidation nationale et d’ambition capitaliste. En 1871, avec une population de seulement 3,5 millions d’habitants, le Canada manquait des moyens nécessaires pour affirmer une réelle souveraineté sur les vastes territoires récemment acquis de la Terre de Rupert. Le chemin de fer constituait ainsi une politique nationale essentielle pour remédier à cette situation. De plus, après la guerre de Sécession, l’expansion rapide des frontières américaines vers l’ouest alimentait les craintes d’annexion du Canada. L’idée du « Destinée manifeste » était alors bien présente : en 1867, l’année même de la Confédération, le secrétaire d’État américain William H. Seward avait prédit que l’ensemble du continent nord-américain serait un jour intégré dans « le cercle magique de l’Union américaine ». Il était donc crucial pour le Canada d'empêcher toute implication américaine dans le projet ferroviaire, ce qui expliquait la préférence pour un itinéraire entièrement canadien, bien que plus coûteux, traversant les terrains accidentés du Bouclier canadien en Ontario.
Cependant, ce plan se heurta à une vive opposition des investisseurs, non seulement au Canada, mais aussi aux États-Unis et, surtout, en Grande-Bretagne, la seule autre source de financement envisageable. Les objections des investisseurs ne reposaient pas principalement sur des considérations politiques ou nationalistes, mais sur des raisons économiques. À cette époque, les gouvernements nationaux ne disposaient pas des fonds nécessaires pour entreprendre des projets d’une telle ampleur. Aux États-Unis, lors de la construction de leur premier chemin de fer transcontinental, le gouvernement avait offert de vastes concessions de terres publiques aux constructeurs ferroviaires, incitant ainsi les financiers privés à soutenir le projet. En effet, ces terres pouvaient être transformées en riches exploitations agricoles le long du tracé, puis revendues avec un profit important. Le terminus est du projet canadien, en revanche, ne se situait pas dans des plaines agricoles fertiles comme celles du Nebraska, mais au cœur du Bouclier canadien. Adopter le modèle de financement américain tout en insistant sur un itinéraire exclusivement canadien aurait obligé les promoteurs du chemin de fer à construire des centaines de kilomètres de voies à travers un terrain accidenté et économiquement peu prometteur, et ce, à des coûts considérables, avant de pouvoir atteindre les terres agricoles lucratives du Manitoba et des Territoires du Nord-Ouest, qui comprenaient à l’époque l’Alberta et la Saskatchewan. Beaucoup d’investisseurs, qui espéraient réaliser des bénéfices rapidement, n’étaient pas disposés à s’engager dans un projet nécessitant un tel effort à long terme.
Malgré ces défis, le financier montréalais Hugh Allan, à la tête de son syndicat nommé Canada Pacific Railway Company, tenta d’obtenir le lucratif contrat. Or, Allan était secrètement lié à des financiers américains tels que George W. McMullen et Jay Cooke, qui soutenaient un projet concurrent, le Northern Pacific Railroad.

## Scandale
Deux groupes se disputaient le contrat pour la construction du chemin de fer, soit la Canada Pacific Railway Company de Hugh Allan et la Inter-Oceanic Railway Company dirigée par David Lewis Macpherson. Le 2 avril 1873, le député libéral Lucius Seth Huntington, provoqua un tollé à la Chambre des communes en déclarant avoir découvert des preuves selon lesquelles Allan et ses associés avaient obtenu le contrat du chemin de fer du Canadien Pacifique en échange de contributions politiques s'élevant à 360 000 dollars.
En 1873, il devint public qu’Allan avait versé une somme importante au financement de la campagne de réélection du gouvernement conservateur en 1872, une somme qui, selon certaines sources, dépassait les 360 000 dollars. Allan avait promis d'éviter tout recours à des capitaux américains pour le projet, mais Macdonald découvrit par la suite qu'Allan lui avait menti à ce sujet. Le Parti libéral, alors opposition officielle au Parlement, accusa les conservateurs d’avoir conclu un accord tacite avec Allan pour lui attribuer le contrat en échange de ces fonds.
Ces accusations, reprises par les libéraux et amplifiées par leurs alliés dans la presse — en particulier le journal The Globe de George Brown — reposaient sur l’hypothèse que la majeure partie de cet argent avait servi à acheter des votes lors des élections de 1872. À l’époque, le vote à bulletin secret, considéré comme une nouveauté, n’avait pas encore été introduit au Canada. Bien qu’il fût illégal de proposer, solliciter ou accepter des pots-de-vin en échange de votes, l’application de cette interdiction était pratiquement impossible.
Malgré les affirmations de Macdonald clamant son innocence, des preuves firent surface, notamment des reçus confirmant des paiements d’Allan à Macdonald et à certains de ses collègues politiques. Comble de malchance pour Macdonald, les libéraux finirent par s'emparer d'un télégramme envoyé par celui-ci seulement six jours avant les élections fédérales de 1872; adressé à Allan, il indiquait : « J'ai besoin d'encore 10 000 $. Dernière demande. Ne me lâchez pas. Répondez aujourd'hui. »
Le scandale fut fatal au ministère de Macdonald. Sa majorité parlementaire, déjà fragile depuis les élections de 1872, s’effondra. À cette époque, la discipline de parti n'était pas aussi rigoureuse qu'aujourd'hui : une fois sa culpabilité rendue publique, Macdonald ne put plus compter sur la confiance de la Chambre des communes.
Le 5 novembre 1873, Macdonald démissionna de son poste de premier ministre. Il offrit également de quitter la direction du Parti conservateur, mais sa démission fut refusée et il fut convaincu de rester à la tête de la formation politique. Peut-être en conséquence directe de ce scandale, l'opinion publique se retourna contre les conservateurs, et ceux-ci furent relégués au rôle d’opposition officielle après les élections fédérales de 1874, où le vote à bulletin secret fut utilisé pour la première fois. Ces élections donnèrent à Alexander Mackenzie un mandat clair pour succéder à Macdonald en tant que premier ministre du Canada.
Malgré cette défaite à court terme, le scandale ne porta pas un coup fatal à Macdonald, au Parti conservateur ni à la construction du Canadien Pacifique. Peu après son départ, le Canada fut frappé par la Grande Dépression, une crise économique mondiale dont les causes étaient principalement externes, mais que de nombreux Canadiens imputèrent au gouvernement Mackenzie. En 1878, Macdonald fit un retour triomphal, remportant les élections grâce à sa Politique nationale. Il resta en poste jusqu’à sa mort en 1891. Entre-temps, le chemin de fer du Canadien Pacifique fut achevé en 1885, sous sa direction, bien que le projet ait été repris et réalisé par une entreprise totalement différente.